# Wilfried Kanon
Wilfried Kanon (Taabo, 6 de julho de 1993) é um futebolista profissional marfinense que atua como defensor.

## Carreira
Wilfried Kanon representou o elenco da Seleção Marfinense de Futebol no Campeonato Africano das Nações de 2017.

## Títulos
Costa do Marfim
- Campeonato Africano das Nações: 2015